# Campsiura circe
Campsiura circe är en skalbaggsart som beskrevs av Hermann Julius Kolbe 1914. Campsiura circe ingår i släktet Campsiura och familjen Cetoniidae. Inga underarter finns listade.